# Fujiwara no Korekimi
Fujiwara no Korekimi est un nom japonais traditionnel ; le nom de famille (ou le nom d'école), Fujiwara, précède donc le prénom (ou le nom d'artiste).
Fujiwara no Korekimi (藤原是公), 727 – 12 octobre 789, est un noble et homme politique japonais de l'époque de Nara. Il est d'abord connu sous le nom Kuromaro (黒麻呂). Il atteint le rang de cour de 従二位 (ju ni-i) et la position d'udaijin puis est promu 従一位 (ju ichi-i) à titre posthume. Il est aussi appelé Ushiya-daijin (牛屋大臣).

## Biographie
En 761, Korekimi est promu de 正六位上 (shō roku-i no jō) à 従五位下 (ju go-i no ge). Après la rébellion de son oncle Fujiwara no Nakamaro en 764, Korekimi sert successivement comme kokushi (gouverneur) des provinces de Harima et Yamashiro. Il s'élève rapidement à la cour de l'impératrice Kōken. En 765 il est promu 従五位上 (ju go-i no jō) et chef de division (督) de la garde impériale et change son nom de Kuromaro à Korekimi. En 766, il est de nouveau promu 従四位上 (ju shi-i no jō).
Son ascension continue sous l'empereur Kōnin et il est nommé au rang de 正四位下 (shō shi-i no ge) en 773 et rejoint les rangs des kugyō en 774 à l'occasion de sa promotion au titre de sangi. En 779, il est élevé au rang de 従三位 (ju san-mi). À cette époque, tandis qu'il occupe d'importants postes au sein de la garde impériale et au daijō-kan, il soutient aussi le prince Yamabe, futur empereur Kanmu, en tant que maître des quartiers du prince héritier (春宮大夫, tōgū no daibu).
Peu après l'accession de Kanmu au trône du chrysanthème en 781, un certain nombre de hauts fonctionnaires en place depuis l'époque de l'empereur Kōnin meurent ou partent en retraite dont le sadaijin Fujiwara no Uona, l'udaijin Ōnakatomi no Kiyomaro, le dainagon Isonokami no Yakatsugu et l'udaijin Fujiwara no Tamaro, et Korekimi est de nouveau rapidement promu. En 781, il est nommé 正三位 (shō san-mi) et chūnagon, en 782 dainagon et en 783 udaijin, ce qui fait de lui l'homme le plus puissant du daijō-kan.
Korekimi meurt en 789, à l'âge de 63 ans; son rang au moment de sa mort est 従二位 (ju ni-i) et il occupe les positions d'udaijinet général dans la garde impériale. Il est promu 従一位 (ju ichi-i) à titre posthume.

## Personnalité
Selon le Shoku Nihongi, Korekimi est bien bâti et possède une présence majestueuse. C'est un fonctionnaire capable, très versé dans les affaires gouvernementales de l'époque, qui prend des décisions rapidement et sans délai.

## Généalogie
- Père : Fujiwara no Otomaro (藤原乙麻呂?)
- Mère : fille de Ishikawa no Tatemaro (石川建麻呂?) ou Ishikawa no Murajimaro (石川連麻呂?)
- Épouse : Tachibana no Matsuga (橘真都我?), fille de Tachibana no Sai (橘佐為?), ex-wife of Otomaro
  - Deuxième fils : Fujiwara no Matomo (藤原真友?, 742-797)
  - Troisième fils : Fujiwara no Otomo (藤原雄友?, 753-811)
  - Fils : Fujiwara no Ototomo (藤原弟友?)
- Épouse : inconnue
  - Fils : Fujiwara no Tomohito (藤原友人?, 767-822)
  - Fille : Fujiwara no Yoshiko (藤原吉子?, ?-807), épouse de l'empereur Kanmu, mère du  Prince Iyo

## Source de la traduction
- (en) Cet article est partiellement ou en totalité issu de l’article de Wikipédia en anglais intitulé « Fujiwara no Korekimi » (voir la liste des auteurs).